# Dolore fetale
Il dolore fetale è la supposta capacità di un feto di sperimentare la sensazione del dolore. La sua esistenza, la sua temporizzazione e le sue implicazioni rientrano nelle ricerche sul protomentale da parte della psicologia prenatale e perinatale. Questi studi vengono considerati anche nel dibattito riguardante l'aborto.

## Studi e ricerche mediche
Molti autori concordano che sia improbabile che un feto senta dolore se non dal settimo mese di gestazione. Kanwaljeet Anand sostiene che per la percezione del dolore sia sufficiente la connessione tra i recettori periferici e il sottopiatto somatosensoriale, dunque ponendo l'epoca di inizio della possibilità di sentire dolore subito dopo le 20 settimane di gestazione.
Alcuni ricercatori sostengono che la formazione delle connessioni talamocorticali (a circa 26 settimane, dunque quasi al sesto mese) sia un evento decisivo per la facoltà nocicettiva del nascituro.
Nel 2005 una meta-analisi sugli esperimenti esistenti poi smentita da dati più recenti, eseguita dai ricercatori dell'Università della California di San Francisco e pubblicata nella rivista Journal of the American Medical Association (JAMA), ha concluso che tutte le prove attuali indicano che il dolore fetale è improbabile prima del terzo trimestre, e che l'elettroencefalografia sembra indicare che la capacità per una percezione funzionale del dolore in neonati prematuri probabilmente non esiste prima delle 29 o 30 settimane; questo studio asserisce che i movimenti, i cambiamenti del ritmo cardiaco e dei livelli ormonali in risposta a procedure invasive sono riflessi che non indicano dolore fetale, a differenza di quanto sostenuto da altri autori.
Sempre nel 2005, Mellor e colleghi hanno analizzato molti dati che suggeriscono che il feto non si sveglia mentre si trova nell'utero. Se il feto è addormentato per tutta la durata della gestazione, allora la possibilità dell'esistenza del dolore fetale è enormemente diminuita. Mellor e il suo team hanno scoperto la presenza sia nel sangue dei feti umani che animali di particolari sostanze sedative e anestetizzanti quali adenosina, pregnanolone e prostaglandina-D2. Queste sostanze quando il feto nasce vengono ossidate coi primi respiri e dilavate dai tessuti, consentendo la coscienza. In questo caso però resta la domanda sul perché il feto pianga immediatamente appena nasce, e sulla situazione dei feti che subiscono interventi chirurgici in utero e cui viene raccomandato di somministrare anestesia durante l'intervento .
Altri studi concludono che, poiché il dolore coinvolge fattori sensoriali, emozionali e cognitivi, non sia percepito se non dopo la nascita.

## Antiabortisti
I sostenitori del fronte antiabortista hanno richiesto che la legislazione in merito alla interruzione volontaria di gravidanza fosse modificata in relazione alla presunta sussistenza del dolore fetale. In particolare si richiede ai medici di informare le donne che scelgono di abortire che "il feto potrebbe provare dolore".